# Piotr Wang Erman
Piotr Wang Erman (chiń. 王二滿伯鐸) (ur. ok. 1864 r. w Guchengyin, prowincja Shanxi w Chinach – zm. 9 lipca 1900 r. w Taiyuan) – święty Kościoła katolickiego, męczennik.

## Życiorys
Piotr Wang Erman urodził się ok. 1864 r. w Guchengyin w prowincji Shanxi. Dorastał jako sierota, wcześnie zaczął pracować na wsi. Później pracował w sklepie drukarskim, zajmował się refektarzem księży i służył jako lokaj ojcu Villeret. W 1897 r. został lokajem ojca Piotra Shi. W 1898 r. udał się do Taiyuan i pracował jako kucharz w seminarium duchownym.
Dwa lata później w czasie prześladowań podczas powstania bokserów w 1900 r. seminarzyści zostali zwolnieni i polecono im wrócić do domów. Piotr Wang Erman wolał pozostać, akceptując możliwość stania się męczennikiem. Został aresztowany 5 lipca 1900 r., wzięty na męki i stracony z powodu wiary 9 lipca.

## Dzień wspomnienia
9 lipca w grupie 120 męczenników chińskich.

## Proces beatyfikacyjny i kanonizacyjny
Beatyfikowany 24 listopada 1946 r. przez Piusa XII w grupie Grzegorz Grassi i 28 Towarzyszy. Kanonizowani w grupie 120 męczenników chińskich 1 października 2000 r. przez Jana Pawła II.